# Perissus dalbergiae
Perissus dalbergiae là một loài bọ cánh cứng trong họ Cerambycidae.